# Herbertia crosae
Herbertia crosae là một loài thực vật có hoa trong họ Diên vĩ. Loài này được Roitman & A. Castillo miêu tả khoa học đầu tiên.